# Клёвино (Великолукский район)
Клёвино — деревня в Великолукском районе Псковской области России. Входит в состав сельского поселения «Успенская волость».
Расположена в 44 км к юго-востоку от райцентра Великие Луки и в 4 км к югу от волостного центра Успенское.

## Население
Численность населения деревни по состоянию на 2000 год составила 2 жителя, на 2010 год — постоянное население отсутствовало.